# Лонг Бич (Минесота)
Лонг Бич (енгл. Long Beach) град је у америчкој савезној држави Минесота.

## Демографија
По попису из 2010. године број становника је 335, што је 64 (23,6%) становника више него 2000. године.
| Група             | 2000.       | 2010.       |
| Белци             | 269 (99,3%) | 330 (98,5%) |
| Афроамериканци    | 0 (0,0%)    | 0 (0,0%)    |
| Азијати           | 0 (0,0%)    | 0 (0,0%)    |
| Хиспаноамериканци | 2 (0,7%)    | 1 (0,3%)    |
| Укупно            | 271         | 335         |